# Черноголовая овсянка
Черноголовая овсянка (лат. Emberiza melanocephala) — вид птиц семейства овсянковых. 
Традиционно включается в род настоящие овсянки. Иногда вместе с жёлчной овсянкой выделяется в род Granativora.

## Описание
Самец черноголовой овсянки в брачном наряде выделяется чёрным «капюшоном», низ тела ярко-жёлтый, поясница и надхвостье жёлтые или каштановые. Самка тусклее — почти однотонная, сероватых и желтоватых оттенков. Молодые птицы окраской похожи на самку. Длина черноголовой овсянки 16-19 см, вес 29-33 г.
Населяет степи, полупустыни и пустыни, сухие предгорья. В горы заходит до высоты 2000 м. Охотно заселяет агроландшафты.
В отличие от большинства других овсянок гнездо чаще делает не на земле, а на ветвях кустов или травы.

## Ареал
Перелётный вид. Гнездится на юге Европы, в странах Закавказья, Ближнего Востока, Арабского полуострова. В области перекрытия ареалов, на севере Ирана и, возможно, в низовьях Волги, скрещивается с жёлчной овсянкой. Зимует на западе Индии, в Пакистане, Непале.
В России черноголовая овсянка гнездится в степях Северного Кавказа.

## Галерея
- Emberiza melanocephala
- Самка черноголовой овсянки
- Почтовая марка 2022 год